# Aeroporto di Newcastle upon Tyne
L'aeroporto di Newcastle (in inglese: Newcastle Airport) (IATA: NCL, ICAO: EGNT) è l'aeroporto della città di Newcastle upon Tyne, situato a circa 10 km dal centro cittadino.